# Neolema cordata
Neolema cordata är en skalbaggsart som beskrevs av R. White 1993. Neolema cordata ingår i släktet Neolema och familjen bladbaggar. Inga underarter finns listade i Catalogue of Life.